# Les Douze Coups de midi
Cet article possède un paronyme, voir Les Douze Coups de minuit.
 (août 2025).
 (février 2021).
- Si vous ne connaissez pas le sujet, laissez ce bandeau (vous pouvez alors contacter les auteurs).
- Si vous supprimez le contenu mis en cause (vous pouvez préalablement contacter les auteurs),

argumentez précisément cette suppression dans la page de discussion
(un manque de référence n'est pas un argument ; une recherche réelle de référence doit avoir été effectuée, être formellement documentée).
Les Douze Coups de midi, initialement intitulé Les 12 Coups de midi ! jusqu'au 6 septembre 2016, est un jeu télévisé français, présenté par Jean-Luc Reichmann et diffusé quotidiennement sur la chaîne privée nationale TF1, de 11 h 50 à 12 h 45 depuis le lundi 28 juin 2010. Le plus grand champion de l'émission ayant atteint, au 6 juillet 2025, jusqu'à 2 566 931 € de gains en argent et cadeaux, après 647 participations, Émilien est considéré comme le plus grand gagnant de l’histoire des jeux télévisés de France.

## Historique et diffusion
Les Douze Coups de midi est une adaptation du format argentin El Legado diffusé sur Telefe (la première étant Crésus, émission diffusée en 2005 et 2006, toujours sur TF1 et animée par Vincent Lagaf'). Cette émission consiste en un quiz individuel dans lequel les candidats peuvent gagner de l'argent et de nombreux lots.
Ce jeu est lancé par TF1 pour relever l'audience de la case de midi face au succès de Tout le monde veut prendre sa place, jeu diffusé à la même heure sur France 2.
Jusqu'au 27 octobre 2010, Jean-Luc Reichmann est accompagné d'un personnage virtuel, une fée prénommée Eulalie (avec la voix de Véronique Le Nir). Par la suite, cette dernière devient une simple voix-off, mais conserve son nom et la même interprète jusqu'au 31 décembre 2010. Depuis le 1er janvier 2011, une nouvelle voix-off surnommée Zette est assurée par Isabelle Benhadj.
Entre le 12 mai 2020 et le 9 octobre 2021, afin de respecter les mesures sanitaires, l'émission se déroule sans public et un nouveau personnage, Docteur Maboul, fait son apparition. Il a comme rôle de nettoyer les pupitres des candidats.

## Principe
Quatre candidats doivent répondre à des questions de culture générale ou de vie quotidienne.
L'émission, qui a connu quelques évolutions dans son déroulement, comporte plusieurs manches (successivement Le Coup d'envoi, Le Coup par coup et Le Coup fatal), qui chacune élimine l'un des quatre candidats. Le candidat restant est dénommé « Maître de midi ».
À la fin de l'émission, le Maître de midi dispute seul une nouvelle épreuve appelée Coup de Maître, qui détermine le montant de ses gains via 5 questions. Chaque réponse exacte dévoile de plus une case de l'« étoile », un rectangle recouvert de 13 x 10 cases qui, une fois les cases progressivement découvertes, montre des indices pour reconnaître une célébrité à identifier. Depuis le 27 janvier 2023, seul un « coup de maître » (cinq bonnes réponses) permet au Maître de midi de disputer une dernière épreuve, L'étoile mystérieuse, qui consiste à faire une proposition de nom pour deviner la célébrité, et ainsi remporter l'« étoile », un ensemble de cadeaux (dont une voiture).
Le gagnant de l'émission, devenu le Maître de midi, remet son titre en jeu le lendemain pour tenter d'augmenter ses gains, qu'il cumule jusqu'à son élimination.

## Identité visuelle
Le 6 septembre 2016, pour la 100e étoile mystérieuse, le programme change de logo et d'habillage visuel[réf. nécessaire].
Le 9 septembre 2019, le programme change de plateau, de logo et d'habillage visuel.
Le 18 mars 2025, l'émission fait l'objet d'un nouveau plateau, tandis que son habillage visuel bénéficie d'une légère modification.

Du 28 juin 2010 au 6 septembre 2016.
Du 7 septembre 2016 au 8 septembre 2019.
Depuis le 9 septembre 2019.

## Audience
- Le lundi 28 juin 2010, le lancement du jeu a attiré 2,9 millions de téléspectateurs (30,3 % de PDA 4+ et 29 % FRDA-50) avec un pic à 4,6 millions en fin d'émission[12].
- Après une baisse sensible en septembre 2010, aux alentours de 2,3 millions de téléspectateurs, les résultats d'audience remontent au mois d'octobre et se stabilisent au-dessus des 3 millions de téléspectateurs[13].
- Depuis, le jeu gagne régulièrement de l'audience, avec un pic à 4,5 millions de téléspectateurs (32,5 % de part d'audience[14]) le 2 janvier 2011, il est leader de sa tranche horaire.
- Le 26 décembre 2016, le jeu réalise une audience de 4,73 millions de téléspectateurs avec 38,6 % de part d'audience, ainsi qu'un pic d'audience de 6,5 millions en fin d'émission. Le lendemain, le jeu bat le record historique de part d'audience avec 40,1 % et 4,66 millions de personnes devant la télévision[15].
- Le record historique d'audience (sur la PDA 4+) est battu le 10 octobre 2019, avec 3,89 millions de téléspectateurs devant le poste soit une part d'audience de 43,9 % sur les quatre ans et plus. À noter que l'indicateur FRDA-50 est lui à 37,4 %[16].
- En avril 2019 à la suite de l'affaire Quesada, les résultats d'audience du jeu ont quelque peu diminué avant de réaugmenter quelque temps après[17].
- Le dimanche 6 juillet 2025, le jeu réalise son record historique avec un score de 4,98 millions de téléspectateurs, soit 49,6 % de part d'audience sur les quatre ans et plus. Un pic d'audience est enregistré à 7,1 millions de téléspectateurs, au moment de l'élimination d'Émilien. À noter que la part d'audience sur les FRDA-50 est de 55,6 %[18].

## Maîtres de midi

### Record de gains et de participations
Émilien possède le record de victoires de l'histoire des jeux télévisés dans le monde.
Il possède également le record de gains de l'émission et est le plus grand gagnant de l'histoire des jeux télévisés en France en matière de gains, devant Bruno, 1 026 107 €, puis Marie, candidate de Qui veut gagner des millions ?, qui a gagné 1 000 000 €  le 27 août 2004.

### Classement
| Légende | Candidats respectivement classés 1er, 2e et 3e | et/ou En cours : Candidat actuel |

Ce classement prend en compte les 40 meilleurs Maîtres de midi.
| Rang | Candidat               | Participations | Cagnotte    | Début             | Fin               | Coups de maître | Étoiles mystérieuses |
| ---- | ---------------------- | -------------- | ----------- | ----------------- | ----------------- | --------------- | -------------------- |
| 1    | Émilien                | 647            | 2 566 931 € | 25 septembre 2023 | 6 juillet 2025    | 193             | 23                   |
| 2    | Bruno (Fifou Dingo),   | 252            | 1 026 107 € | 20 janvier 2021   | 5 octobre 2021    | 92              | 9                    |
| 3    | Éric                   | 199            | 921 316 €   | 21 novembre 2019  | 19 juin 2020      | 62              | 7                    |
| 4    | Christian              | 193            | 809 392 €   | 4 juillet 2016    | 14 janvier 2017   | 64              | 7                    |
| 5    | Paul                   | 153            | 691 522 €   | 29 avril 2019     | 10 octobre 2019   | 59              | 6                    |
| 6    | Stéphane               | 153            | 568 343 €   | 20 août 2022      | 20 janvier 2023   | 44              | 5                    |
| 7    | Céline                 | 125            | 489 495 €   | 14 mars 2023      | 24 juillet 2023   | 37              | 4                    |
| 8    | Véronique              | 100            | 447 226 €   | 5 avril 2018      | 21 juillet 2018   | 39              | 4                    |
| 9    | Léo                    | 98             | 410 591 €   | 31 août 2020      | 6 décembre 2020   | 31              | 4                    |
| 10   | Timothée               | 83             | 353 348 €   | 24 mars 2017      | 14 juin 2017      | 29              | 3                    |
| 11   | Benoît                 | 82             | 397 946 €   | 18 janvier 2019   | 9 avril 2019      | 28              | 3                    |
| 12   | Bruno (de Lille),      | 80             | 393 650 €   | 8 août 2013       | 26 octobre 2013   | 34              | 3                    |
| 13   | Xavier                 | 76             | 335 856 €   | 5 janvier 2013    | 21 mars 2013,     | 32              | 3                    |
| 14   | Alexandre              | 75             | 417 828 €   | 12 novembre 2010  | 25 janvier 2011   | 37              | 5                    |
| 15   | Sylvain,               | 75             | 335 593 €   | 26 avril 2015     | 15 juillet 2015   | 30              | 4                    |
| 16   | Lucia                  | 73             | 380 670 €   | 13 avril 2012     | 24 juin 2012      | 30              | 5                    |
| 17   | Laurent                | 72             | 310 607 €   | 13 janvier 2022   | 25 mars 2022      | 20              | 3                    |
| 18   | Cyrille                | 71             | 356 186 €   | 12 février 2011   | 23 avril 2011     | 28              | 4                    |
| 19   | Sébastien,             | 68             | 233 626 €   | 16 octobre 2012   | 23 décembre 2012  | 20              | 3                    |
| 20   | Vincent                | 62             | 253 442 €   | 8 février 2014    | 10 avril 2014     | 22              | 3                    |
| 21   | Romain                 | 60             | 324 468 €   | 15 juillet 2017   | 12 septembre 2017 | 19              | 3                    |
| 22   | Hakim                  | 59             | 219 601 €   | 16 juin 2014      | 19 août 2014      | 22              | 2                    |
| 23   | Christophe             | 46             | 193 273 €   | 11 décembre 2015  | 26 janvier 2016   | 17              | 1                    |
| 24   | Julien                 | 45             | 187 963 €   | 30 septembre 2018 | 14 novembre 2018  | 15              | 2                    |
| 25   | Maxime                 | 43             | 200 510 €   | 25 février 2015   | 8 avril 2015      | 18              | 2                    |
| 26   | Florian                | 40             | 146 067 €   | 29 janvier 2018   | 9 mars 2018       | 12              | 1                    |
| 27   | Caroline               | 38             | 185 778 €   | 19 juillet 2020   | 25 août 2020      | 14              | 1                    |
| 28   | Marie-Noël             | 36             | 143 752 €   | 4 juin 2013       | 15 juillet 2013   | 15              | 1                    |
| 29   | David                  | 34             | 175 444 €   | 14 juin 2011      | 21 juillet 2011   | 15              | 2                    |
| 30   | Pierre-Marie           | 33             | 197 767 €   | 3 octobre 2010    | 4 novembre 2010   | 14              | 4                    |
| 31   | Fabrice (le capitaine) | 33             | 140 721 €   | 21 octobre 2017   | 22 novembre 2017  | 10              | 1                    |
| 32   | Élisabeth              | 33             | 127 250 €   | 28 octobre 2014   | 29 novembre 2014  | 13              | 1                    |
| 33   | Fabrice (Del Dingo)    | 32             | 168 169 €   | 5 décembre 2011   | 5 janvier 2012    | 10              | 2                    |
| 34   | Mathieu (de Bordeaux)  | 32             | 142 817 €   | 6 janvier 2012    | 6 février 2012    | 15              | 1                    |
| 35   | Frédérique             | 32             | 142 300 €   | 28 août 2011      | 29 septembre 2011 | 14              | 2                    |
| 36   | Mathieu (le Girondin)  | 32             | 119 950 €   | 10 décembre 2017  | 11 janvier 2018   | 13              | 0                    |
| 37   | Olivier                | 31             | 153 330 €   | 25 février 2012   | 26 mars 2012      | 12              | 2                    |
| 38   | Matthieu (le pilote)   | 31             | 127 062 €   | 9 décembre 2014   | 9 janvier 2015    | 11              | 1                    |
| 39   | Fanny                  | 31             | 125 888 €   | 5 février 2016    | 6 mars 2016       | 11              | 1                    |
| 40   | Blandine               | 31             | 108 905 €   | 13 novembre 2021  | 14 décembre 2021  | 9               | 1                    |